# Happy Holidays (Billy Idol-album)
A Happy Holidays a brit rockénekes, Billy Idol karácsonyi albuma, amely 2006. december 4-én jelent meg. Túlnyomórészt klasszikus, közismert számokat énekel rajta, néhány eredeti dallal. A „Jingle Bell Rock”, „Happy Holiday”, „White Christmas” és „Winter Wonderland” számokhoz videóklip is készült.
2021. november 5-én újra megjelent a lemez, mely kiadványon újrakeverték a dalokat, és felkerült egy új, saját szerzemény is, az "On Christmas Day". Kikerült viszont a dalok közül a "Merry Christmas Baby", a "Blue Christmas", és a "Christmas Love". A felújított kiadás új borítót kapott, és limitált szériában bakelitkiadást.
A lemezborító belső oldalán egy rövid összefoglaló olvasható, amelyen Billy Idol elmeséli, hogy karácsonykor, mint házigazda, ő válogatta össze a dalokat, amik szóltak, és ebből jött az ötlet, hogy fel is énekelhetné azokat. Olyan válogatást szeretett volna, amelyet a család, a barátok, és a gyerekek is hallgathatnak, a karácsony csodájának és rejtélyének megfejtése közben. Mint írja, némelyik dal feléneklése nagy kihívás volt, mert különféle stílusokban éneklő előadók dalait kellett ötvöznie. A felvételek a 2006-os európai turné előtt készültek.

## Az album dalai

### 2006-os kiadás[1]
| 1.    | Frosty The Snowman           | Walter "Jack" Rollins, Steve Nelson | 2:27 |
| 2.    | Silver Bells                 | Jay Livingston, Ray Evans           | 2:42 |
| 3.    | Happy Holiday                |                                     | 2:04 |
| 4.    | Merry Christmas Baby         | Johnny Moore, Lou Baxter            | 4:07 |
| 5.    | White Christmas              | Irving Berlin                       | 2:33 |
| 6.    | Here Comes Santa Claus       | Gene Autry, Oakley Haldeman         | 2:01 |
| 7.    | God Rest Ye, Merry Gentlemen |                                     | 2:56 |
| 8.    | Santa Claus Is Back In Town  | Jerry Leiber, Mike Stoller          | 3:21 |
| 9.    | Let It Snow                  | Sammy Cahn, Jule Styne              | 2:27 |
| 10.   | Winter Wonderland            | Felix Bernard, Richard B. Smith     | 2:20 |
| 11.   | Run Rudolph Run              | Johnny Marks, Marvin Brodie         | 3:02 |
| 12.   | Blue Christmas               | Bill Hayes, Jay Johnson             | 2:26 |
| 13.   | Jingle Bell Rock             | Jim Boothe, Joe Beal                | 2:03 |
| 14.   | Christmas Love               |                                     | 3:59 |
| 15.   | O Christmas Tree             | Melchior Franck                     | 4:32 |
| 16.   | Silent Night                 | Franz Xaver Gruber, Joseph Mohr     | 2:17 |
| 17.   | Auld Lang Syne               | Robert Burns                        | 1:20 |
| 46:37 |                              |                                     |      |

### 2021-es kiadás
| 1.    | Frosty The Snowman           | Steve Nelson, Jack Rollins            | 2:27 |
| 2.    | Silver Bells                 | Jay Livingston, Ray Evans             | 2:41 |
| 3.    | Happy Holiday                | Billy Idol, Brian Tichy               | 2:03 |
| 4.    | White Christmas              | Irving Berlin                         | 2:31 |
| 5.    | Here Comes Santa Claus       | Gene Autry, Oakley Haldeman           | 2:01 |
| 6.    | God Rest Ye, Merry Gentlemen | Billy Idol, Brian Tichy (feldolgozás) | 2:52 |
| 7.    | Santa Claus Is Back In Town  | Jerry Leiber, Mike Stoller            | 3:19 |
| 8.    | Let It Snow                  | Sammy Cahn, Jule Styne                | 2:27 |
| 9.    | Winter Wonderland            | Felix Bernard, Richard Smith          | 2:21 |
| 10.   | Run Rudolph Run              | John Marks, Marvin Brodie             | 3:02 |
| 11.   | Jingle Bell Rock             | James Boothe, Joseph Beal             | 2:03 |
| 12.   | O Christmas Tree             | Billy Idol, Brian Tichy (feldolgozás) | 4:31 |
| 13.   | Silent Night                 | Billy Idol, Brian Tichy (feldolgozás) | 2:17 |
| 14.   | Auld Lang Syne               | Billy Idol, Brian Tichy (feldolgozás) | 0:52 |
| 15.   | On Christmas Day             | Billy Idol, Brian Tichy               | 4:20 |
| 39:44 |                              |                                       |      |

## Közreműködtek
- Billy Idol – ének
- Brian Tichy – hangszerek, vokál a "Santa Claus Is Back In Town" című számban
- Derek Sherinan – billentyűs hangszerek ("Frosty The Snowman", "Santa Claus Is Back In Town", "Winter Wonderland", "O Christmas Tree", "On Christmas Day")
- Steve Stevens – szólógitár az "On Christmas Day" című számban
- Joan Allen (fényképek)
- Spencer Ramsey (borítóterv)
- David Zonshine (felvételvezető)